# Státní znak Gruzie
Státní znak Gruzie je tvořen červeným štítem, na němž je vyobrazen stříbrný sv. Jiří se zlatou svatozáří. Patron Gruzie sedí na stříbrném koni a stříbrným kopím, které je zakončeno zlatým křížkem, probodává stříbrného draka. Na štítu je položena zlatá koruna bagrationské dynastie, štítonoši jsou dva lvi, stojící na zlatém podloží, ornamentu ve tvaru vinné révy s uprostřed umístěným listem. Pod štítem (přes podnoží) je stříbrná, červeně podšitá stuha s černým, gruzínským nápisem ძალა ერთობაშია, Dzala Ertobašia česky V jednotě je síla, na koncích stuhy jsou po jednom červeném, tlapatém křížku.
Koruna Bagrationů, dynastie, pod kterou se Gruzie sjednotila, je zvláštností státu, který ač je republikou, má ve státním znaku královskou korunu (typickou pro monarchii). Kromě Gruzie ji má na státním znaku ještě Maďarsko, Srbsko a San Marino.

## Historie
Po složitém historickém vývoji bylo v roce 1799 Kartlijsko-kachetské království obsazeno ruským vojskem. Po bolševické revoluci v Rusku vznikla 22. dubna 1918  spojením Gruzie, Arménie a Ázerbájdžánu autonomní Zakavkazská demokratická federativní republika. 26. května 1918 Gruzie z federace vystoupila a vyhlásila nezávislou Gruzínskou demokratickou republiku. 20. září 1918 byl zaveden státní znak, který byl tvořen kruhovým karmínovým polem, ve kterém sv. Jiří na stříbrném poli přeskakuje horu Elbrus. Nad patronem Gruzie byly do oblouku zobrazeny: zlaté slunce, stříbrný měsíc a pět stříbrných, osmicípých hvězd. Nebeská tělesa symbolizovala sedm historických království a knížectví.
7. května 1920 byla v Moskvě podepsána smlouva, kterou RSFSR nezávislost Gruzínské demokratické republiky uznala. V únoru 1921 však došlo v Gruzii k povstání s cílem spojení se sovětským Ruskem, které se stalo záminkou ke vstupu Rudé armády do země. 25. února byla vyhlášena Socialistická sovětská republika Gruzie a státní symboly byly (jako symboly buržoazní společnosti) zakázány. 20. května 1921 přijal Revoluční výbor SSR Gruzie dekret "O znaku a vlajce Socialistické sovětské republiky Gruzie". Znak byl v dekretu popsán zcela nedostatečně a zřejmě se nedochovalo žádné barevné zobrazení z dané doby. Byl tvořen rudým kruhovým polem, v horní části rudá, pěticípá hvězda s (zřejmě stříbrnými) paprsky zasahující celé pole. V dolní části modro-fialový, zasněžený horský hřeben, velkou část pole zaujímají zlatý srp a kladivo. Napravo zlaté obilné klasy, nalevo zlatá vinná réva. Klasy a réva jsou v dolní části propleteny. Kolem pole byl (zřejmě ve stříbrném mezikruží) nápis Proletáři všech zemí, spojte se! v gruzínštině (zřejmě v horní polovině), ruštině a francouzštině (zřejmě v dolní polovině a ve dvou řádcích pod sebou). Znak byl lemován vzorem v gruzínském stylu, zřejmě zlatý s červenými a modrými prvky ve vnějším mezikruží. Autory znaku byl Josif A. Šarlemani, grafik, scénograf a jeden ze zakladatelů Akademie umění SSR Gruzie.
12. března 1922 vytvořila SSR Gruzie spolu s Ázerbájdžánskou SSR a Arménskou SSR Zakavkazskou SSR, která se 13. prosince přejmenovala na Zakavkazskou sovětskou federativní socialistickou republiku. ZSSR pravděpodobně neužívala své symboly, na bankovkách však byla vyobrazena pěticípá hvězda z propletených ornamentů s kruhovým polem uprostřed, ve kterém byly vrcholky horského hřebenu, nad nimi zářící pěticípá hvězda a přes ně položen zkřížený srp a kladivo mezi vzhůru orientované cípy půlměsíce.
V roce 1923 byl přijat znak ZSFSR. Byl tvořen kruhovým polem se zlatým, zářícím, vycházejícím sluncem nad vrcholky modrých hor (symbolizující Kavkaz), přes které byl položen zkřížený zlatý srp s kladivem, nad nimi rudá pěticípá hvězda. Pod horami byl heraldicky vpravo výrobní závod s kouřícími komíny, vlevo dvě ropné plošiny a uprostřed v přirozených barvách výhonky vinné révy, rýže, bavlníku a klasy obilí. Pole bylo lemované rudým, zlatě lemovaným mezikružím, se zkratkami názvu federace (Z.S.F.S.R) v gruzínském, ruském, arménském a ázerbájdžánském (arabském) písmu, mezi sebou oddělenými zlatými, pěticípými hvězdičkami. V dolní části mezikruží byla zlatá stuha s ruským nápisem Proletáři všech zemí, spojte se!
30. prosince 1922 vstoupila ZSFSR do Sovětského svazu. Koncem 20. let byla na znaku upravena zkratka v arabském písmu (změna překladu ve slově socialistická: místo slova ishtikar slovo sosjalist), v roce 1931 byla zkratka (po přechodu ázerbájdžánštiny na latinku) změněna na Z.S.F.S.C.

Znak Gruzínské demokratické republiky (1918–1921)
Znak SSR Gruzie (1921–1937), i v rámci ZSFSR, barvy rekonstruované
Emblém Zakavkazské SFSR na bankovkách (1922–1923)
Emblém Zakavkazské SFSR na bankovkách (1922–1923), jiné barevné pojetí
Znak Zakavkazské SFSR (1923–konec 20. let nebo konec 20. let–1931), není jasné
Znak ZSFSR (1931–1937)

Začátkem 30. let byl změněn ruskojazyčný název SSR Gruzie na Gruzínskou SSR, gruzínský název republiky zůstal zachován a ani znak se nezměnil. 5. prosince 1936 byla ZSFSR rozpuštěna a Gruzínská SSR se stala svazovou republikou Sovětského svazu. Po přijetí nové ústavy (13. února 1937) byl gruzínský znak mírně upraven, jak je popsáno ve článku 159. Nápis o proletářích byl pouze v gruzínštině (v horní části) a ruštině (dole), odděleny byly zlatými hvězdičkami. Popis byl však opět nedostatečný. 6. února 1956 byl znak z roku 1937 potvrzen výnosem prezidia Nejvyššího sovětu Gruzínské SSR v Nařízení o státním znaku GSSR.
Po demonstraci desetitisíců lidí v Tbilisi 14. dubna 1978 za status gruzínštiny byla 18. června 1981 do státního znaku přidána zkratka státu v gruzínštině (Sak. SSR).

Znak Gruzínské SSR (1937–1981)
Státní znak Gruzínské SSR (1981–1990)

V roce 1989 spustily protikomunistické demonstrace boj za nezávislost Gruzie. V březnu roku 1990 nárokovala Gruzie nezávislost země, sovětská armáda však proti demonstrantům brutálně zasáhla. 21. června 1990 vyhlásila Gruzie nezávislost na Sovětském svazu a 14. listopadu 1990 byl zákonem změněn název země na Gruzínská republika. Nový státní znak (popsaný v článku 180 nové ústavy) vycházel z podoby znaku z roku 1918, autorem byl Michail Makašvili. Znak byl tvořen kruhovým, karmínovým štítem, ve kterém byl zobrazen sv. Jiří, přeskakující černou horu (Elbrus) na stříbrném koni se zlatými kopyty. Sv. Jiří držel v pravé ruce zlaté kopí se stříbrným hrotem, v levé zlatý štít. Sv. Jiří měl červené kalhoty, zlatou obuv, modré brnění, hnědou košili a stříbrný plášť. Sedlo měl zlaté, uzdu stříbrnou. Nad jezdcem bylo do oblouku zlaté slunce (heraldicky vlevo), stříbrný měsíc (vpravo) a pět stříbrných, osmicípých hvězd, jedna přímo nad jezdcem, po dvou po stranách. Štít, lemovaný zlatým, gruzínským ornamentem, byl položen na karmínovou, zlatě lemovanou, sedmicípou hvězdu. V referendu, které proběhlo na přelomu března a dubna roku 1991 se 89 % hlasujících vyslovilo pro obnovení gruzínské nezávislosti a 9. dubna ji parlament vyhlásil. Státní symboly zůstaly zachovány.
V roce 1999 bylo na nátlak většiny obyvatel a patriarchátu Gruzínské pravoslavné církve vyvoláno hlasování parlamentu o změně vlajky na oblíbenou vlajku s pěti kříži. Tehdejší prezident Eduard Ševardnadze se pokusil tomuto přijetí nové vlajky zabránit vytvořením heraldické komise, v roce 2003 byl však při tzv. růžové revoluci svržen. Vůdce opozice a pozdější prezident Michail Saakašvili (resp. jeho Sjednocená národní strana) si tento historický symbol přivlastnil a ten byl prohlášen za symbol země. 14. ledna 2004 přijal gruzínský parlament zákon o nové státní vlajce. Nový státní znak současného typu byl přijat po dlouhých debatách až téměř po roce, 1. října 2004.

Gruzínský znak (1990–2004)
Gruzínský znak (2004–2005)

3. června 2005 byl zákonem č. 1549 (O změnách a doplněních k Zákonu o státním znaku) gruzínským parlamentem v detailech upraven:
- tvar štítu, více čtvercový
- místo na zlatém podnoží, tvořeném dvěma větévkami vinné révy se sedmi listy, stojí štítonoši (lvi) na zlatém ornamentu ve tvaru vinné révy s uprostřed umístěným listem
- stuha s nápisem je nově červeně podšitá a na koncích jsou po jednom červeném, tlapatém křížku

Tento znak se užívá do současnosti.